# 新明楼街道
新明楼街道，是中华人民共和国陕西省榆林市榆阳区下辖的一个乡镇级行政单位。

## 行政区划
新明楼街道下辖以下地区：
万佛楼社区、新楼社区、灵秀街社区、三官会社区、定慧寺社区和八狮社区。